# إيروموجي
إيروموجي (باليابانية: 色無地) هو نوع من الكيمونو ذو لون واحد (غير اللون الأسود). يلبس الإيروموجي كل من المرأة المتزوجة وغير المتزوجة على حد سواء.
إذا ما تم وضع كامون عليه يكون بالإمكان ارتدائه بشكل رئيسي في مراسم احتفال الشاي أو حفلات الزفاف، أما إن لم يحتو الكامون فمن الممكن ارتداؤه بشكل عادي.
من الممكن ارتداؤه في العزاء بإضافة أوبي أسود عليه، أو في المراسم الدينية البوذية إن كان بلون رمادي.